# Cricket Ground w Spanish Town
Cricket Ground w Spanish Town – stadion znajdujący się w mieście Spanish Town na Brytyjskich Wyspach Dziewiczych. Używany jest głównie do meczów krykieta. Mieści 1000 osób.